# Afarština
Afarština (afarsky Qafár) je nížinný východokušitský jazyk používaný v Etiopii, Eritreji a v Džibutsku. Předpokládá se přibližně 1,3 milionu uživatelů, především mezi Afary. Základní pořadí slov je stejně jako v ostatních východokušitských jazycích typu SOV (Subject Object Verb – podmět, předmět, sloveso). Blízce je příbuzný jazyku Saho.

## Příklady

### Číslovky
| Afarsky  | Česky |
| iniki    | jeden |
| lammaya  | dva   |
| sidocu   | tři   |
| fereyi   | čtyři |
| konoyu   | pět   |
| laceyi   | šest  |
| malciini | sedm  |
| bacaara  | osm   |
| sagaala  | devět |
| tabana   | deset |

## Vzorový text

### Všeobecná deklarace lidských práv
| afarsky | Karaamat kee garwawagittaamal seehada inkih gide akkuk, currik taabuke. Usun kas kee cissi loonuuh, keenik mariiy mara lih toobokinni kasat gexsitam faxximta. |
| česky   | Všichni lidé se rodí svobodní a sobě rovní co do důstojnosti a práv. Jsou nadáni rozumem a svědomím a mají spolu jednat v duchu bratrství.                     |